# تانك دو بياوي
تانك دو بياوي بلدية في ولاية بياوي في المنطقة الشمالية الشرقية من البرازيل.